# Kenjirō Azuma
Kenjirō Azuma (jap. 吾妻 兼治郎, Azuma Kenjirō; in Italien auch als Kengiro Azuma romanisiert; * 12. März 1926 in Yamagata, Japan; † 15. Oktober 2016 in Mailand, Italien) war ein japanischer Bildhauer, der in Italien lebte und arbeitete. Er gehört zu den bedeutendsten Vertretern der japanischen Bildhauerei nach dem Zweiten Weltkrieg.

## Leben und Werk

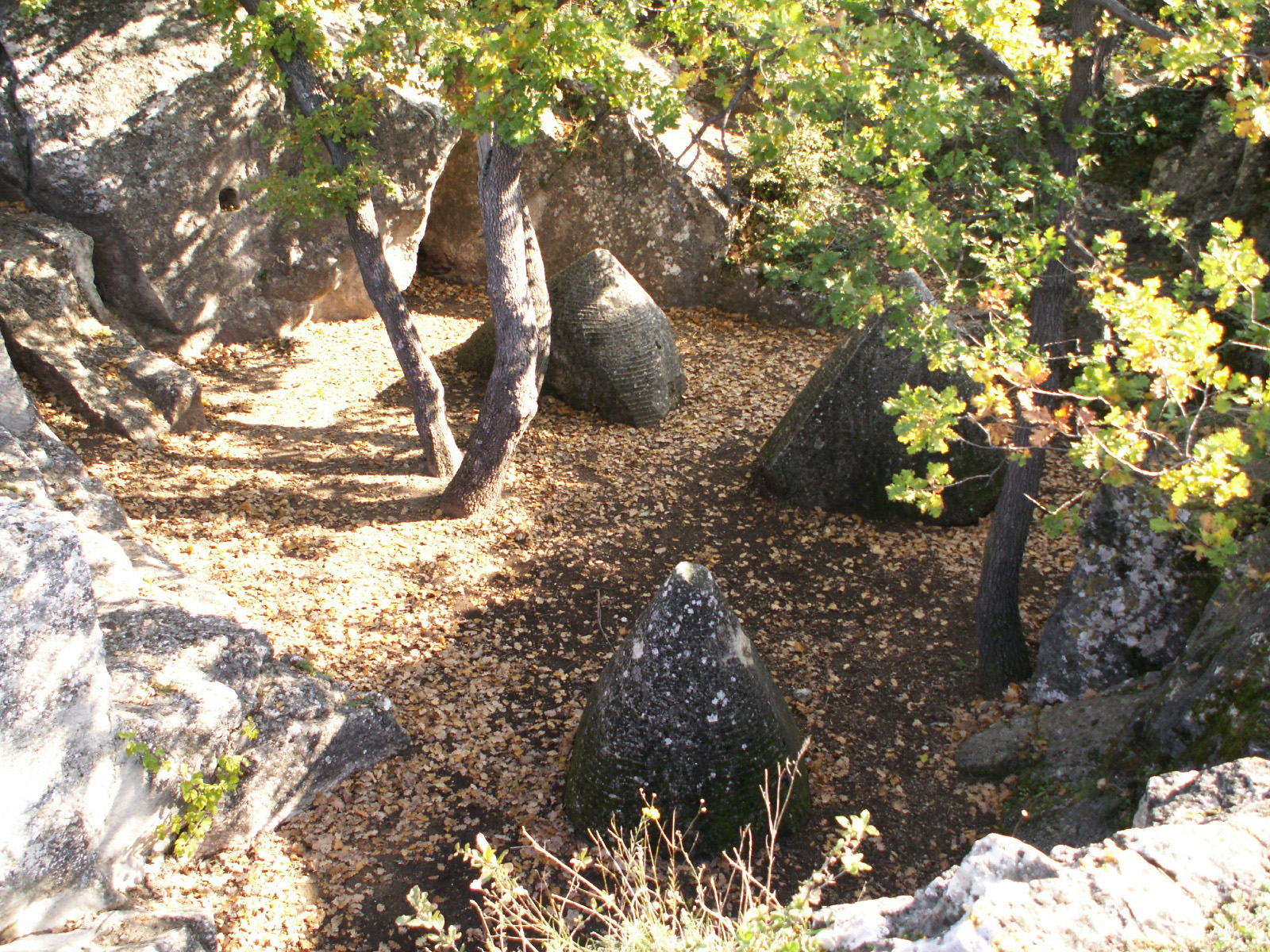
Werk von Kengiro Azuma (1971) bei einem Bildhauersymposion St. Margarethen

Azuma kommt aus einer Familie, die eine lange Tradition im Bronze-Handwerk hat. Im Jahr 1943 wurde er zur japanischen Marineluftwaffe eingezogen. Nach dem Ende des Zweiten Weltkriegs kehrte er nach Yamagata zurück und absolvierte dort die Oberschule. Von 1949 bis 1954 studierte er Bildhauerei an der Tōkyō Geijutsu Daigaku („Kunsthochschule Tokio“). Azuma bekam die Möglichkeit, ein zweijähriges Meisterstudium zu absolvieren, wo er die italienischen Bildhauer wie Emilio Greco, Pericle Fazzini, Luciano Minguzzi, Giacomo Manzù und vor allem Marino Marini studierte.
Im Jahr 1956 wurde Azuma Assistent an der Universität. Nach nur kurzer Zeit entschied er sich jedoch, nach Italien zu ziehen. Er bekam ein staatliches Stipendium und begann ein Studium an der Accademia di Belle Arti di Brera in Mailand. Im Jahr 1958 hatte Azuma seine erste Einzelausstellung bei Marukyū in Yamagata. Während seiner Zeit an der Accademia di Belle Arti di Brera studierte er bei Marino Marini, der eine Professur für Bildhauerei innehatte, schließlich wurde er auch sein Assistent. Azumas erste Einzelausstellung in Europa fand im Jahr 1961 in der Minima Galleria in Mailand statt. Ebenfalls 1961 nahm er an der Ausstellung „Arte e Contemplazione“ im Palazzo Grassi in Venedig teil, in dem ein Raum nur seinen Werken gewidmet war. Im Jahr 1963 gewann Azuma den Tōkyō-Kokuritsu-Bijutsukan-Preis (engl. National Museum of Modern Art Award), den ersten einer Reihe von wichtigen internationalen Auszeichnungen und Anerkennungen für den Bildhauer Azuma.
In den 1960er Jahren hatte Azuma einige Einzelausstellungen in Italien, Deutschland und der Schweiz. Er beteiligte sich auch an jährlichen Kunstausstellungen japanischer Künstler in Tokio. 1964 wurde er zur documenta III in Kassel eingeladen. Im Jahr 1968 schuf er zusammen mit Alberto Burri und Antoni Tàpies Arbeiten für die Ausgestaltung eines Franziskaner-Klosters. Die dortigen Mönche verwarfen seinen Entwurf für das Kruzifix, aber dank der Fürsprache von Papst Paul VI. wurde es stattdessen in die Sammlung für sakrale Kunst der Vatikanischen Museen aufgenommen.
Während der 1970er Jahre hatte Azuma zahlreiche Einzelausstellungen in Japan (Tokio, Yamagata und Ōsaka 1974), in den Niederlanden und Italien (Mailand: Galleria Stendhal 1975 und 1979), in Jugoslawien (Aranđelovac und Belgrad 1976), und in der Villa Reale in Monza 1979. Azuma nahm an der Expo 70 in Ōsaka teil und war auch 1970 Teilnehmer der „Art japonaise d'Aujourd'hui“ im Musée Cernuschi von Paris. In den Jahren 1971, 1972 und 1973, nahm er an zahlreichen Ausstellungen in Japan und in den späteren 70er und 80er Jahren in zahlreichen weiteren europäischen Ländern teil und hatte auch etliche Einzelausstellungen. Er fertigte Außenarbeiten und Monumentalskulpturen in Italien und anderen Ländern, etwa bei dem Bildhauersymposion St. Margarethen 1971.
Im Jahr 1980 erhielt er eine Professur an der Nuova Accademia di Belle Arti in Mailand, wo er bis zum Jahr 1990 lehrte. Von 1986 bis 1991 unterrichtete Azuma an der Internationalen Sommerakademie für Bildende Kunst Salzburg. 1989 hatte er eine wichtige Retrospektive in fünf japanischen Museen – Kamakura, Kōfu, Sendai, Tokio und Ōsaka. 1993 wurde Azuma in die Accademia di San Luca in Rom berufen. 1995 verlieh ihm der Tennō die „Medaille am Violetten Band“ für Kultur. Im Jahr 1996 erhielt er den Ambrogino d’oro von der Stadt Mailand für bürgerschaftliche Verdienste. Auch in den 1990er Jahren hatte er zahlreiche Einzelausstellungen, vor allem in Italien. 1999 war Azuma Gastprofessor an der Kunsthochschule Tokio. Im Jahr 2001 bekam Azuma eine weitere Auszeichnung des Tennō, den kleinen Orden der Aufgehenden Sonne. Auch danach und bis 2008 hatte der Künstler weitere Einzelausstellungen in Italien und Japan.